# Гіппенрейтер Юлія Борисівна
Юлія Борисівна Гіппенрейтер (нар. 25 березня 1930, Москва) — російський психолог, педагог і популяризатор науки. Станом на 2010 була професором кафедри загальної психології факультету психології МГУ ім. М. В. Ломоносова.

## Освіта і наукові ступені і звання
- 1953 — закінчила відділення психології філософського факультету МДУ.
- 1975 — отримала ступінь доктора психологічних наук,
- 1978 — звання професора психології.

## Родина
Одружувалася двічі. Перший чоловік — її двоюрідний брат, Вадим Євгенович Гіппенрейтер, другий — математик Олексій Миколайович Рудаков. Має трьох дітей. Дві старші дочки — від першого шлюбу, третя дитина — від другого.

## Роботи
Кандидатська дисертація Юлії Борисівни (науковий керівник — Леонтьєв Олексій Миколайович), захищена в 1961, пропонує і апробує новий метод вимірювання ступеня розвитку звуковисотного слуху, що є основою музичного слуху людини, показує, що в ускладнених умовах оцінки висоти звуків різного тембру значну допомогу надає вокалізація (зовнішня і внутрішня) і навчання їй. Робота дозволила обґрунтувати припущення про те, що освоєння дитиною тембрової мови може гальмувати розвиток музичного слуху, з чого випливає, що необхідно звертати спеціальну увагу на розвиток музичного слуху дитини в період освоєння нею мови (у віці 1-2 років).
У роботі «Про рух людського ока», вивчені та описані різноманітні види руху очей в контексті людської діяльності, описані залежності їх характеристик від завдань, до яких вони включені.
Підручник Юлії Борисівни «Введення в загальну психологію» є одним з основних навчальних посібників з курсу психології.

## Публікації
Опублікувала більше 75 наукових робіт.